# Trichostema laxum
Trichostema laxum är en kransblommig växtart som beskrevs av Asa Gray. Trichostema laxum ingår i släktet Trichostema och familjen kransblommiga växter. Inga underarter finns listade i Catalogue of Life.